# Système monétaire du royaume de France
Le système monétaire de l'Ancien régime, hérité de Charlemagne, se caractérise par son caractère métallique (l'étalon-argent sert de référence, mais sont également utilisés l'or pour les pièces de plus grande valeur, et divers alliages pour les unités de moindre valeur), sa base (arithmétique) mixte (duodécimal et vicésimal), la distinction qu'il faisait entre monnaies de compte (elles-mêmes multiples) et monnaies de règlement (également très diverses). 
Complexe mais souple et adaptable, ce système et ses variantes furent en usage pas seulement dans le royaume de France mais sur une très grande étendue spatiale (Péninsule Ibérique, Péninsule italienne, Saint-Empire romain, Grande-Bretagne jusqu'en 1971, etc.) et temporelle, du Haut Moyen Âge jusqu'aux révolutions américaine et française qui adoptent la décimalisation.

## Origine
Entre 781 et juin 794, Charlemagne homogénéise la monnaie dans son vaste empire : le denier d'argent, frappé sous un seul type, devient la seule monnaie de compte de l'empire. L'or est devenu trop rare en Occident pour pouvoir alimenter les ateliers monétaires, et il dispose d'une mine importante dans son domaine qui peut l'alimenter en argent métal, lequel devient le standard monétaire sous la forme d'une masse, la carolus pondus : une nouvelle livre-poids elle aussi standardisée, équivalente à 434,80 g (16 onces), dans laquelle sont taillés 240 deniers. Le titrage est fixé (neuf dixièmes d'argent pur). 12 deniers font un sou (ou sol), et 20 sous font 240 deniers c'est-à-dire par définition une livre ; sous et livres ne sont que des unités de compte, qui n'ont pas de pièce circulante de leur valeur, et il en sera ainsi jusqu'aux réformes monétaires du XIIIe siècle. Le denier d'argent, monnaie unique de l'Empire carolingien, modèle direct ou indirect du monnayage occidental, est produit du IXe au XIIIe siècle.
Au haut Moyen Âge, l'empire carolingien se disloque mais les échanges commerciaux et financiers subsistent. Les anciens territoires héritent de ce système mais il apparaît des différences locales dans les standards de poids (différents de ceux de l'époque carolingienne), et dans la nature des pièces frappées, qui peuvent être de titre, de poids, de valeur faciale (en deniers), et même de métal différent (l'or réapparaitra en monnaie, et inversement des alliages de moindre valeur que l'argent sont utilisés pour les sous-multiple du denier). Les changeurs et les commerçants comptent en livres, sous et deniers (locaux), directement quand ils utilisent les pièces locales, indirectement pour les pièces étrangères auxquelles ils peuvent donner une valeur dans leur système.

## Monnaie de compte et monnaie de règlement

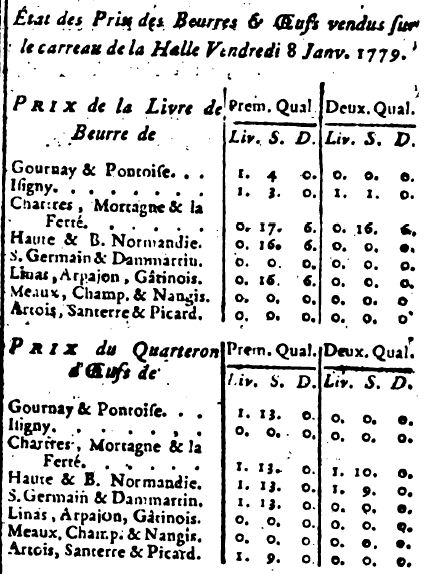
Prix du beurre et des œufs à Paris le 8 janvier 1779, Journal de Paris, 9 janvier 1779, p. 35.

Le système peut sembler complexe mais en contrepartie il est assez souple et adaptable, ce qui explique sa longévité et son extension spatiale : 
- Les objets (terres, chevaux, vaches, objets précieux, etc.) ont leurs prix fixés en monnaie de compte locale (en sous, par exemple).
- Les systèmes de compte, en livre, sous, et deniers locaux, peuvent accepter en règlement toutes pièces connues des commerçants ou changeurs.
- Les pièces réellement circulantes (monnaie de règlement) peuvent avoir une valeur de compte attribuée dans n'importe quel système de compte local, et qui sera différente selon les lieux. Une quantité de pièces valant dix livres d'un endroit en vaudra peut-être douze, ou huit, en livres d'un autre territoire, mais elle peut quand même y être utilisée commercialement.
- Ces unités dites de règlement, concrètes, sont des pièces de monnaie frappées par les ateliers autorisés et utilisées pour les échanges : par exemple, le louis (à partir de 1640), l'écu d'or ou d'argent, le gros, le double tournois et le liard de cuivre, etc., mais des pièces étrangères peuvent être aussi utilisées : thalers germaniques, doublons espagnols, ducats, sequins et florins italiens (puis imités partout)...  Compte tenu de l'extension temporelle et spatial du système et du nombre d'ateliers de frappe de pièces en Europe, ainsi que des variations de leur production (les motifs peuvent changer chaque année), ce sont des centaines de milliers de types de pièces qui ont existé, et que le système a été capable de gérer.
- Le seigneur peut procéder à des manipulations monétaires en fixant un cours légal (local) aux pièces qu'il fait frapper, en changeant leur titre ou leur poids. Ces opérations changent la valeur de la livre locale et, étant plus souvent des dévaluations que le contraire, elles conduiront progressivement (mais presque imperceptiblement) la livre (monnaie) à n'être plus qu'une infime fraction de la valeur qu'elle avait à l'origine (Cf. L'extrait de journal ci-contre : en un millénaire, la livre-monnaie a fondu de la valeur exacte d'une livre-poids d'argent à environ celle de la même masse de beurre, ou de trois œufs[5]).
- outre leur intérêt financier (ponctuel) pour le seigneur, ces dévaluations permettent de pallier le manque de métal précieux : plus de pièces peuvent être frappées avec la même quantité d'argent. En effet, il « a été démontré par des fouilles archéologiques, que des zones entières, comme la ville de Rome et ses environs, sont presque totalement dépourvues de monnaie entre les VIIIe et XIe siècles et cela malgré une vie d’échanges réelle et sans doute assez intense »[4]. La famine monétaire (manque de métal pour frapper les monnaies) est en effet récurrente, intensifiée par la balance commerciale déficitaire avec l'Orient, et se soldant donc par des exportations de métal précieux.
- La monnaie fiduciaire est inconnue ; les systèmes formalisés (comptabilité en partie double dans les banques, monnaie papier...) capables d'effectuer des règlements en monnaie de compte n'apparaitront et ne se généraliseront en occident que bien plus tard. La petite paysannerie et la petite aristocratie ne sait pas lire ni compter, et n'utilise pas, ainsi, de monnaie scripturale[4]. Cependant, des systèmes plus rustiques de compte et de crédit sont accessibles même en l'absence d'éducation au comptage, comme le bâton de comptage et les achats "à la taille" (même s'il ne sont pas compris comme des systèmes de crédit). Les échanges aboutissent à un troc complexifié, avec une référence à la monnaie de compte mais peu d'usage des pièces réelles[4]. Ainsi, la plus grande partie de population (majoritairement analphabète) n'avait pas besoin d'utiliser l'ensemble de ce système et ne souffrait pas de sa complexité.

L'extrait de journal ci-contre donne une liste de prix exprimés en unités de compte (Liv., S. et D. pour livre, sous et denier). Lors d'un achat au comptant, n'importe quelles pièces correspondant à la valeur requise aurait pu être utilisée, mais en pratique chaque lieu avait ses types de pièces les plus utilisées, les pièces inconnues étant acceptées avec une forte décote voire simplement refusées. Seuls des spécialistes comme les changeurs avaient besoin de savoir jongler entre les nombreux types de pièces et leurs valeurs disparates.

## Les unités de compte
Les unités de compte étaient la livre, le sou et le denier.
La livre vaut 20 sous ou 240 deniers - ces rapports présentent des facilités de calcul, 240 étant un nombre hautement composé, divisible par 1, 2, 3, 4, 5, 6, 8, 10, 12, 15, 16, 20, 24, 30, 40, 48, 60, 80, 120, 240.
|            | Livre | Sou  | Denier |
| Livre (£)  | 1     | 20   | 240    |
| Sou (S)    | 1/20  | 1    | 12     |
| Denier (d) | 1/240 | 1/12 | 1      |

### Leslivres
Comme la livre était définie par rapport à un poids de métal dans lequel étaient taillés un certain nombre de flans destinés à la frappe mais que les poids et mesures n'étaient pas uniformes dans le royaume, le système de compte était alourdi par l'existence de plusieurs livres différentes (notamment : de Paris, de Tours, de Troyes, etc.), de poids différents et de rapport différents avec leur subdivision (elles peuvent faire 16 ou 12 onces) et donc de valeurs différentes. Le terme générique de livre fut donc rapidement flanqué d'un adjectif géographique indiquant l'unité de masse de référence. Deux livres surtout se sont imposées durant l'Ancien régime : la livre parisis (lp) et la livre tournois (lt). Ce n'est qu'en 1667 que la livre parisis sera définitivement supprimée et, à partir de 1720, toute ambigüité ayant disparu, la livre tournois peut se laisser appeler simplement la livre.
Entretemps, à chacune de ces deux livres, correspondait le sou et le denier correspondants. Le rapport de valeurs était identique (une livre valant toujours 20 sous et un sou, 12 deniers), mais la valeur était différente parce que la quantité de métal initial était différente. On doit donc parler de sou parisis (sp), de denier tournois (dt),… et tenir compte de conversions supplémentaires.
- 1 livre parisis = 5/4 livre tournois
- 1,25 livre tournois = 1 livre parisis
- Comme une livre vaut 20 sous, 1 livre parisis vaut {\displaystyle \scriptstyle (5/4)\times 20~} sous tournois, soit 25 sous tournois.

|                | Livre tournois | Sol tournois | Denier tournois |
| Livre parisis  | 5/4            | 25           | 300             |
| Sol parisis    | 1/16           | 5/4          | 15              |
| Denier parisis | 1/192          | 5/48         | 5/4             |

|                 | Livre parisis | Sol parisis | Denier parisis |
| Livre tournois  | 4/5           | 16          | 192            |
| Sol tournois    | 1/25          | 4/5         | 48/5           |
| Denier tournois | 1/300         | 1/15        | 4/5            |

### Le sou
La terminologie sou a été héritée d'une monnaie romaine.

### Le denier
La terminologie denier a été héritée d'une monnaie romaine.

### Système duodécimal
Le système, souvent présenté comme duodécimal, ne l'était donc que partiellement, puisqu'une livre vaut 20 sous. L'intérêt majeur était de travailler à partir du nombre 240, dit hautement composé, c'est-à-dire divisible par un grand nombre de nombres.
Une livre peut ainsi être divisée de manière exacte par 2, 3, 4, 5, 6, 8, 10, et 12, 15, 16 et 20, en respectivement  10 sols, 6 sols et 8 deniers, 5 sols, 4 sols, 3 sols et 4 deniers, 2 sols et 6 deniers, 2 sols, 1 sou et 8 deniers, 1 sou et 4 deniers, 1 sou et 3 deniers et 1 sou. Toutefois, les divisions par les nombres 7, 9, 11, 13, 14, 17, 18 et 19 ne sont pas exactes. De même, pour les nombres au delà de 20, seules les divisions par 24, 30, 40, 48, 60, 80, 120 et 240 donnent un résultat exact (respectivement 10, 8, 6, 5, 4, 3, 2 et 1 deniers).
Cette propriété était notamment utile aux préteurs comme aux emprunteurs, l'usage étant d'exprimer les taux d'intérêt non en pourcentage du capital comme de nos jours, mais de la façon inverse, en quantité de capital rapportant (ou coûtant) un denier (c'est-à-dire en ratio du capital sur l'intérêt). Le "denier vingt" correspond donc à un taux de 1/20 (soit 5 %) et le "denier douze" à 1/12 (soit 8,33 %), ce qui correspondant, pour un ratio qui divise 240 comme il était usuellement pratiqué, à un nombre exact de sous et deniers pour chaque livre prêtée/empruntée (respectivement pour ces deux exemples, un sou -- soit douze deniers--, et un sou et huit deniers --soit vingt deniers--).  

## Disparition
Le système qui remontait à 781, sous le règne de Charlemagne, s'est maintenu à travers tout l’Ancien Régime pendant plus d’un millénaire. Le 18 germinal an III, un nouveau système d’unités de compte plus simple car fondé sur le système décimal et avec seulement une subdivision (le centième) au lieu de deux (sous et deniers), et n'acceptant plus qu'un nombre limité de pièces ayant cours légal, est alors défini. 
La période de transition monétaire va prendre 10 à 15 ans et s’étaler du Directoire au premier Empire (1795-1810).
- Les décrets du 18 germinal an III (7 avril 1795) et du 28 Thermidor An III ont établi la décimalisation du système monétaire (1 Franc = 100 centièmes) et le cours légal du franc à 4,5 grammes d'argent pur.
- La Loi du 25 germinal an IV définit le taux de conversion monétaire entre le franc et la livre tournois en donnant une légère plus-value au franc afin de tenir compte du frai et de la tolérance de fabrication des monnaies royales apportées à l'échange.

| |
| 101 livres tournois + 5 sols tournois = 100 Francs. Soit un taux livre tournois/ franc de 1,0125 : 1 |
| |

Toutefois, une tolérance fut admise pour la conversion des espèces métalliques du 3 deniers au 30 sols. Ainsi, les espèces de 3 deniers furent converties au cours de 1,25 centime de franc (au lieu d’un cours théorique légal de 1,23 centime de franc).
- Les décrets des 29 Vendémiaire An VII et 17 Floréal An VII ont rendu obligatoires l’établissement des comptes et l’exécution des paiements en francs.
- La Loi du 7 germinal an XI décida la refonte générale des monnaies d’ancien régime et leur remplacement par les nouvelles monnaies napoléoniennes. Le poids du franc en or était fixé à 290,3225 milligrammes d'or fin. Le poids en argent restait celui fixé en 1795 (4,5 g d'argent fin). Soit un ratio argent/or de 15,5/1 environ.
- le décret impérial du 18 aout 1810 égalisait les valeurs du franc et de la livre tournois afin d'achever la transition d'un système à l'autre, ralentie par la complexité du taux de conversion retenu.

Par extraordinaire, le cours du franc à cheval de Jean II de France (dit « le bon »), qui avait été fixé à 1 livre tournois en 1360, sera finalement le taux de conversion retenu 450 ans plus tard. Une livre valant vingt sous, il en sera toujours de même pour le franc, de sorte que même si le sou avait été officiellement supprimé, le mot "sou" continuera à être appliqué à la pièce de cinq centimes, et à celle de cinq francs (soit "cent sous"), ainsi que dans de nombreuses expressions monétaires. Le denier, en revanche, déjà de valeur bien faible et donc peu utilisé au moment de la conversion, et ne correspondant plus à rien dans le nouveau système décimal, disparaitra à peu près complètement, sauf dans des expressions très spécifiques et rares ("Privilège du prêteur de deniers").

### Dénominations européennes
Les différentes monarchies d'Europe utilisant un système carolingien à l'image de celui de Charlemagne, les termes sont traduits dans les différentes langues européennes :
- allemand : 	240 Pfennig 	  =   	20 Schilling 	  =   	1 Pfund
- français :    	240 Deniers 	  =   	20 Sols (Sous) 	  =   	1 Livre
- anglais : 	240 Pence 	  =   	20 Shillings 	  =   	1 Pound
- latin : 	240 Denarii * 	  =   	20 Solidi 	  =   	1 Libra
- italien : 	240 Denari * 	  =   	20 Soldi 	  =   	1 Lira

## Les unités de règlement
Les unités de règlement sont les pièces de monnaie physiques qui circulaient de main en main pour le règlement des transactions. Une pièce représente immuablement la même quantité d'unité de compte mais le Roi peut faire varier son poids de métal.
Le liard, par exemple, est une pièce en cuivre, qui, par définition, représente 3 deniers, quelle que soit la quantité de cuivre utilisée. En modifiant la quantité de métal utilisée, le Roi peut modifier sa valeur intrinsèque et ainsi modifier le pouvoir d'achat des unités de compte représentées.
D'autres types monétaires sont créés de même qui se différencient par leur contre-valeur : les écus, liards, louis, les gros tournois, les gros blancs, les francs,… Les noms portés par ces unités monétaires dérivent parfois des noms des unités de masse utilisés à l'époque, telles le gros ou la maille.
| Nom             | Définition               | Création             | Disparition | Métal            | Livre    | Sou    | Denier |
| --------------- | ------------------------ | -------------------- | ----------- | ---------------- | -------- | ------ | ------ |
| louis           | 60 sous[réf. nécessaire] | 1640                 | 1795        | or               | 11 ½     | 230    | 2 760  |
| écu             | 3 livres                 | 1253                 |             | or               | 3        | 60     | 720    |
| franc           | 1 livre                  | 1360                 |             | or               | 1        | 20     | 240    |
| 1/5 écu         |                          |                      |             | argent           | 0,6      | 12     | 144    |
| gros tournois   | 12 deniers               | 1260-1263            |             | argent           | 0,05     | 1      | 12     |
| gros blanc      | 10 à 12 deniers          | Jean II, XIVe siècle |             | argent           | 0,05     | 1      | 12     |
| double tournois | 2 deniers                | XIIIe siècle         |             | billon           | 0,0083   | 0,166  | 2      |
| liard           | 3 deniers                | 1654                 | 1792        | cuivre           | 0,0125   | 0,25   | 3      |
| maille          | 1/2 denier               | XIIe siècle          |             | alliage d'argent | 0,002083 | 0,0416 | 0,5    |

À partir de cette définition, le Roi autorise un ou plusieurs ateliers à frapper des pièces, à Paris et en province.
Ces pièces ne portent aucune valeur faciale ; elles valent le poids du métal qui les compose. Le Roi fait fluctuer la valeur de l'argent (politique monétaire) en modifiant le poids des pièces ou leur métal et les motifs qu'elles représentent. Concrètement, les pièces nouvelles étaient généralement frappées, avec un nouveau motif, dans le métal refondu des anciennes.
Ainsi, pour un même type monétaire (écu, liard, louis,…), il existe plusieurs pièces différentes.
Un écu, par exemple, vaudra toujours trois livres, mais il se frappe en or au XIIIe siècle et en argent (écu blanc) au XVIe siècle. De même, au XVIIIe siècle, l'écu en argent se décline en plusieurs pièces :
- l'écu vertugadin[17] (1715) d'un poids théorique de 30,594 g ;
- l'écu de Navarre[18] (1718) de 24,475 g ;
- l'écu aux 8 L[19] (1721), de 23,590 g.

L'histoire de la numismatique française peut dès lors se synthétiser sous forme de tableaux comme ceux-ci.

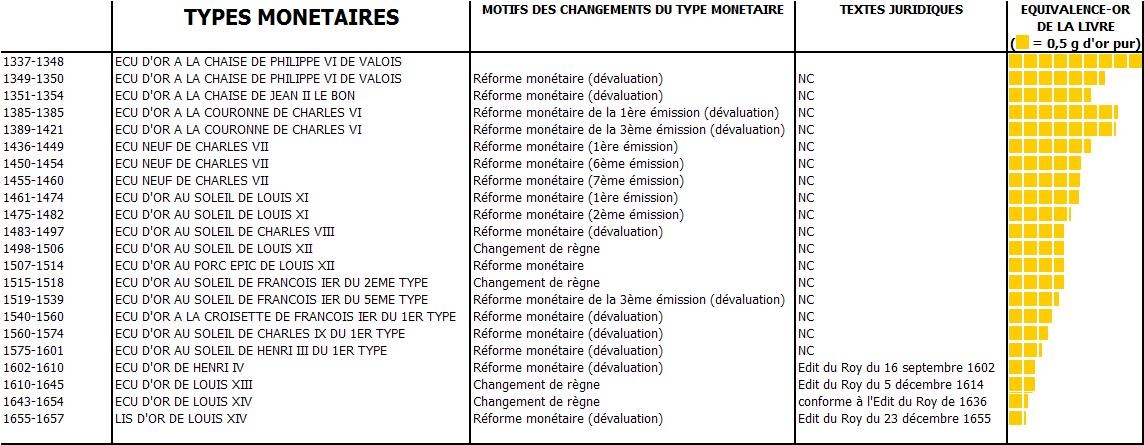

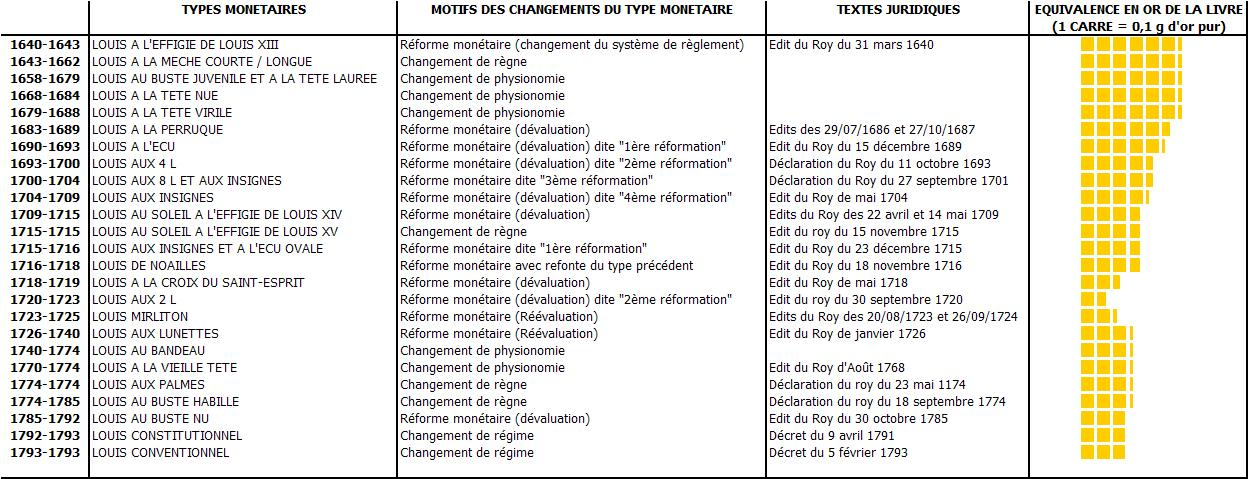

## La frappe
La frappe des pièces était confiée à un vaste réseau d'ateliers dûment accrédités, à Paris et en province. Ainsi la livre tournois est frappée à Tours, remplaçant progressivement la livre parisis à partir du XIIIe siècle et la supplantant totalement en 1667.
Lors de la frappe, un flan (disquette métallique) est placé entre deux matrices. Après frappe, il en ressort monnaie. Les matrices sont le modèle que le graveur de la monnaie a gravé. Cela représente à cette époque un roi ou un empereur. À partir de 1266 (règne de Louis IX), l'année de frappe est gravée sur la monnaie. Le flan est issu d'un minerai de cuivre, d'argent ou d'or chauffé dans un haut fourneau (pour séparer la matière précieuse du minerai en un métal d'une pureté plus élevée) puis recuit afin d'obtenir un métal pur à 95,8 % (le minerai utilisé pour obtenir l'argent était principalement le minerai de plomb argentifère, le plomb étant plus lourd que l'argent lors de la fonte il stagnait au fond du four donc après la cuisson on extrayait par couches les différents métaux, ici l'argent et le plomb). Après cette étape de fonte, le métal refroidissait puis était frappé au marteau jusqu'à obtenir l'épaisseur de la monnaie voulue.
À la suite, le "forgeron" découpait des lames de métal puis des carrés de la taille de la future monnaie pour transformer le métal en flan, qui était lui-même frappé peu de temps après.
Les tailleresses sont des ouvrières qui travaillent aux côtés des monnayeurs et des ajusteurs, pour fabriquer les différentes monnaies. Elles découpent des morceaux dans des lames de métal, afin de préparer les flans destinés à être frappés.